# Квантування (квантова механіка)
У квантовій механіці термін квантування вживається у кількох близьких, але різних значеннях.
- Квантуванням називають дискретизацію значень фізичної величини, що в класичній фізиці є неперервною. Наприклад, електрони у атомах можуть перебувати тільки на певних орбіталях із певними значеннями енергії. Інший приклад — орбітальний момент квантово-механічної частинки може мати лише цілком визначені значення. Дискретизація енергетичних рівнів фізичної системи при зменшенні розмірів називається розмірним квантуванням.
- Квантуванням називають також перехід від класичного опису фізичної системи до квантового. Зокрема, процедура розкладу класичних полів (наприклад, електромагнітного поля) на нормальні моди й подання їх у вигляді квантів поля (для електромагнітного поля — це фотони) називається вторинним квантуванням.